# Піаніда Борис Микитович
Борис Микитович Піаніда (справжнє прізвище — П'янида; 30 травня 1920, Дячкове — 8 березня 1993, Ірпінь) — український живописець, монументаліст, мистецтвознавець і педагог; член Спілки художників України з 1947 року. Кандидат мистецтвознавства з 1951 року.

## Біографія і творчість
Народився 30 травня 1920 року в селі Дячковому (нині Полтавський район Полтавської області, Україна). Мистецтво студіював у Матвія Донцова та в Полтавському палаці піонерів у Леоніда Векштейна. У 1938—1941 роках навчався у Харківському художньому інституті. Брав участь у німецько-радянській війні. Нагороджений орденом Вітчизняної війни II ступеня (18 квітня 1991). У 1942 році отримав пораненя і контузію і був демобілізований.
У 1943—1944 роках навчався у художній академії в Загорську; у 1945—1947 роках — у Київському художньому інституті, був учнем Костянтина Єлеви, Олексія Шовкуненка, Тетяни Яблонської; у 1951 році закінчив аспірантуру при Академії архітектури УРСР.
Протягом 1951—1968 років працював у Києві в Інституті монументального живопису і скульптури Академії архітектури УРСР та у Київському зональному науково-дослідному інституті архітектури споруд Академії будівництва та архітектури УРСР; з 1968 року — викладач, доцент Київського художнього інституту. Член КПРС з 1972 року. Мешкав у Києві в будинку на вулиці Артема, № 12, квартира № 14.
Упродовж 1974—1993 років мешкав у місті Ірпені в будинку по вулиці Тургенівській, № 18 (отримав у спадщину будинок Матвія Донцова в якому, разом з дружиною, створив музей-садибу Матвія Донцова). Помер в Ірпені 8 березня 1993 року. Похований у Ірпені.

## Творчість
Працював в галузях станкового (писав портрети, пейзажі) і монументально-декоративного живопису (розписи, мозаїка, вітражі), станкової графіки, а також історії мистецтв і художньої критики.

### Живопис
- «Автопортрет» (1938);
- «Дорога до Самарканда» (1944);
- «Портрет лейтенанта Н-ського санбата Т. Титаренко» (1944);
- «За рахунок ворога» (1945);
- «Переправа ковпаківців через Дніпро в місті Лоєві у 1942 році» (1947);
- «Щорс» (1949);
- «Зима в Загорську» (1949);
- «Пам'ятник Миколі Гоголю в місті Полтаві» (1952);
- «Портрет народного артиста УРСР Олексія Ватулі» (1954);
- «У вечірню годину» (1957);
- «Вечір» (1958);
- «Дніпропетровський мотив» (1961);
- «На Полтавщині. Влітку» (1962);
- «Осінній вечір» (1966);
- «Тополі» (1967);
- «Осінь тільки починається. (На бульварі Тараса Шевченка в Києві)» (1967);
- «Над ставом» (1968);
- «Портрет мистецтвознавця, реставратора Софії Київської Луки Калениченка» (1976);
- «Інтер'єр Володимирського собору в Києві» (1979);
- «У вітряний день» (1980);

### Графіка
- «Бані Кирилівської церкви в Києві» (1972);
- «На новобудовах Києва» (1974);
- «Будинок-музей художника Матвія Донцова в Ірпіні» (1976);
- «У непогожий осінній день» (1978);
- «Скульптор Іван Шаповал» (1980).

Створив монументальні роботи для Будинків культури в міста Нової Каховки (1953—1954), селища Рутченкового (1955), села Ксаверівки (1960), Кременчуцької ГЕС (1959—1960). У 1964 році виконав панно із 37 композицій для клубу в Моринцях.
Окремі роботи художника збенрігаються у Національному художньому музеї України, Національному музеї історії України та Національномуй музеї Тараса Шевченка у Києві, Шевченківському національному заповіднику у Каневі, Полтавському, Дніпровському, Кіровоградському, Горлівському художніх музеях.
Брав участь у мистецьких виставках у Полтаві з 1940 року, Києві з 1945 року, Москві у 1947—1948, 1960 роках, Празі у 1948 році. Персональні виставки відбулися у Полтаві у 1968, 1980 роках, Києві у 1970, 1980 роках.

### Праці
- Матвій Олексійович Донцов. Київ, 1962;
- К вопросу о развитии монументально-декоративного искусства в Украинской ССР // Строительство и архитектура. 1965. Вып. 2;
- Звіт митців Полтавщини // Мистецтво. 1968. № 3;
- Разговор о синтезе // Декоративное искусство СССР. 1968. № 6;
- Українське монументальне мистецтво. Київ, 1970;
- Василь Гнатович Непийпиво: Виставка живопису. Каталог. Київ, 1971;
- Павло Матвійович Горобець. Виставка живопису і графіки: Каталог. Київ, 1973;
- Зінаїда Зацепіна: Каталог виставки. Київ, 1977;
- Пензлем і різцем: [До 175-річчя народження Миколи Гоголя] // Народна творчість та етнографія. 1984. № 2.

## У мистетві
- У 1978 році погруддя художника створив скульптор Іван Шаповал;
- У 2012 році вийшов документальний фільм режисера Ліни Агаркової «Борис Піаніда — науковець, митець, педагог»[5].